# Klaa Paris

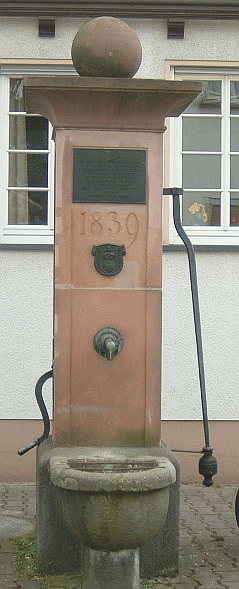
Die Gemaa-Bumb, das Wahrzeichen der Heddernheimer Fassenacht

Klaa Paris (abgeleitet von Klein Paris) bezeichnet den Frankfurter Stadtteil Heddernheim. Heddernheim ist die Hochburg der Frankfurter Fastnacht.

## Geschichte
Der Name kam bereits im letzten Drittel des 19. Jahrhunderts auf. Er soll darauf hinweisen, dass hier ein genau so lebenslustiges Völkchen wohnt wie in Groß-Paris. In den Jahren nach 1866, als die Preußen die Stadt und den späteren Landkreis Frankfurt (auch Heddernheim) in Besitz genommen hatten, zog es die Frankfurter zum Feiern in das ehemalige Mainzer Viertel. Die Parole „Wenn ihr mal richtig feiern wollt, dann geht nach Heddernheim. Hier ist die Luft freier, die Leute leichtherziger, fröhlicher, hier ist es wie in Paris.“ Klaa Paris war geboren.
Die Klaa Pariser Fastnacht geht auf das Jahr 1839 zurück. Aus Anlass der Einweihung eines neuen öffentlichen Brunnens, der Gemaa-Bumb (Gemeinde-Pumpe), fand am Fastnachtsdienstag der erste Fastnachtszug statt. Zwei Handwerksburschen hatten ein Jahr zuvor die erste Mainzer Fastnacht miterlebt und diesen Brauch in ihr Heimatdorf mitgebracht. Die Gemaa-Bumb ist noch heute das Symbol der Heddernheimer Fastnacht. Eine Kopie der Pumpe in Pappmaché fährt jedes Jahr zur Eröffnung des Zuges voran. Regiert wurde Klaa Paris von einem Narrenkaiser.
Der Klaa Pariser Fastnachtzug, der jedes Jahr am Fastnachtdienstag von der 1951 gegründeten Zuggemeinschaft Klaa Paris e. V. veranstaltet wird, gilt als Höhepunkt der Klaa Pariser Fastnacht. Er lockt Jahr für Jahr weit über 100.000 Besucher in den kleinen Stadtteil und gilt als der älteste der hessischen Fastnachtsumzüge. Er wird bis heute allein aus Spenden finanziert. Lediglich zu den Sicherungsmaßnahmen, die zur Terrorabwehr getroffen werden müssen, werden von der Stadt Frankfurt am Main finanziell unterstützt.
Im 111. Jahr der Klaa Pariser Fastnacht wurde die Freie Reichsstadt Klaa Paris gegründet. Das Oberhaupt der Klaa Pariser Fassenacht ist ein – der römischen Geschichte Heddernheims entlehnter – Statthalter, dem ein Prokurator assistiert.

## Gegenwart
1991 fiel der Umzug wegen des Golfkriegs zum ersten Mal seit 1952 aus, nachdem er bereits 1990 fast dem Orkan Vivian zum Opfer gefallen wäre und nur in stark verkürzter Form durchgeführt werden konnte. 2016 fiel der Umzug ebenfalls wegen angekündigter Sturmböen aus.
Bis in die 1990er-Jahre begann das närrische Treiben am Vormittag mit der „Erstürmung“ des Hessischen Rundfunks, der sein Funkhaus im nahegelegenen Stadtteil Dornbusch hat. Nachdem die verkleideten Narren das Kommando über den Rundfunk erobert hatten, marschierte das närrische Volk nach Heddernheim, wo sich am Nachmittag der Umzug durch die engen Gassen schlängelt. Anschließend ziehen die auswärtigen Narren friedlich nach Hause, nur die Einheimischen treffen sich zum Kehraus in den Versammlungsräumen und Bürgerhäusern der Vereine.
Seitdem die „Erstürmung“ des Funkhauses vom damaligen hr-Intendanten Hartwig Kelm beendet wurde, wirkt der jeweils amtierende Intendant ersatzweise in führender Funktion an der Vorbereitung des Umzuges mit.
Unter Thomas I., Statthalter der „Närrisch freien Reichsstadt Klaa Paris“ feierte Heddernheim im Jahr 2014 den 175. Fastnachtsumzug mit den traditionell 111 Wagennummern.
2021 und 2022 musste Fastnachtzug aufgrund der COVID-19-Pandemie ebenfalls abgesagt werden.

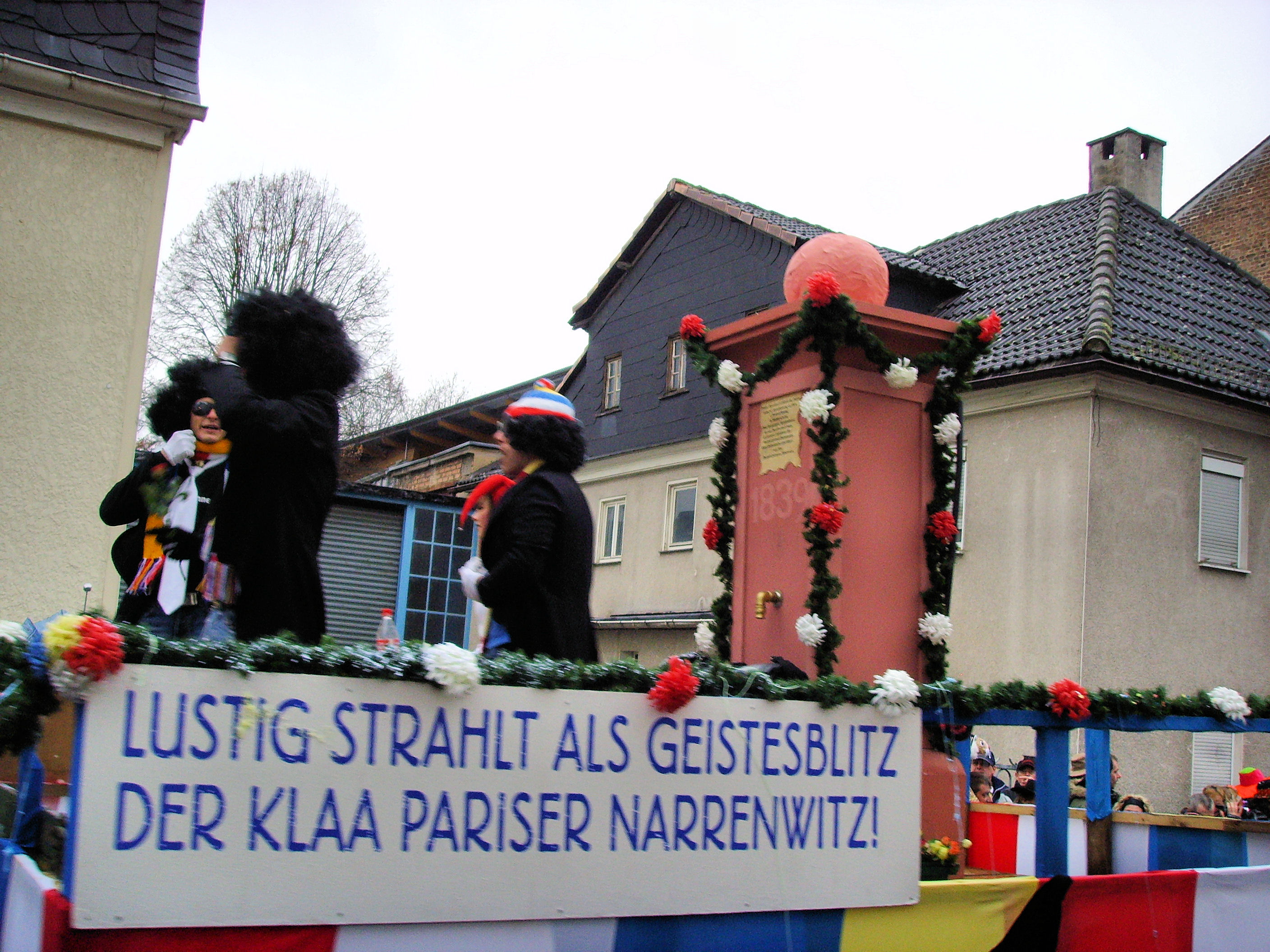
Fastnachtszug 2008: Mottowagen
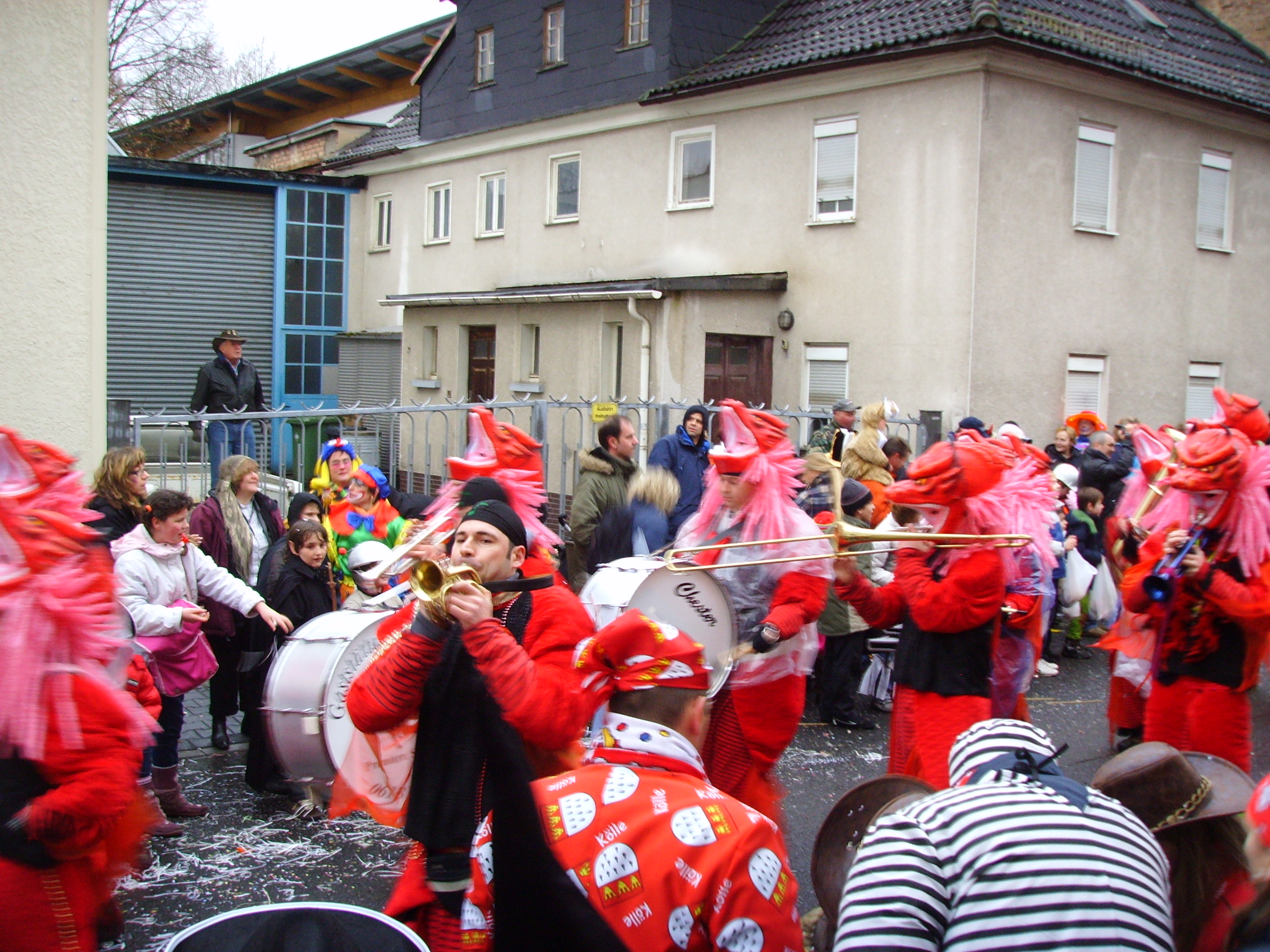
Fastnachtszug 2008: Musikgruppe
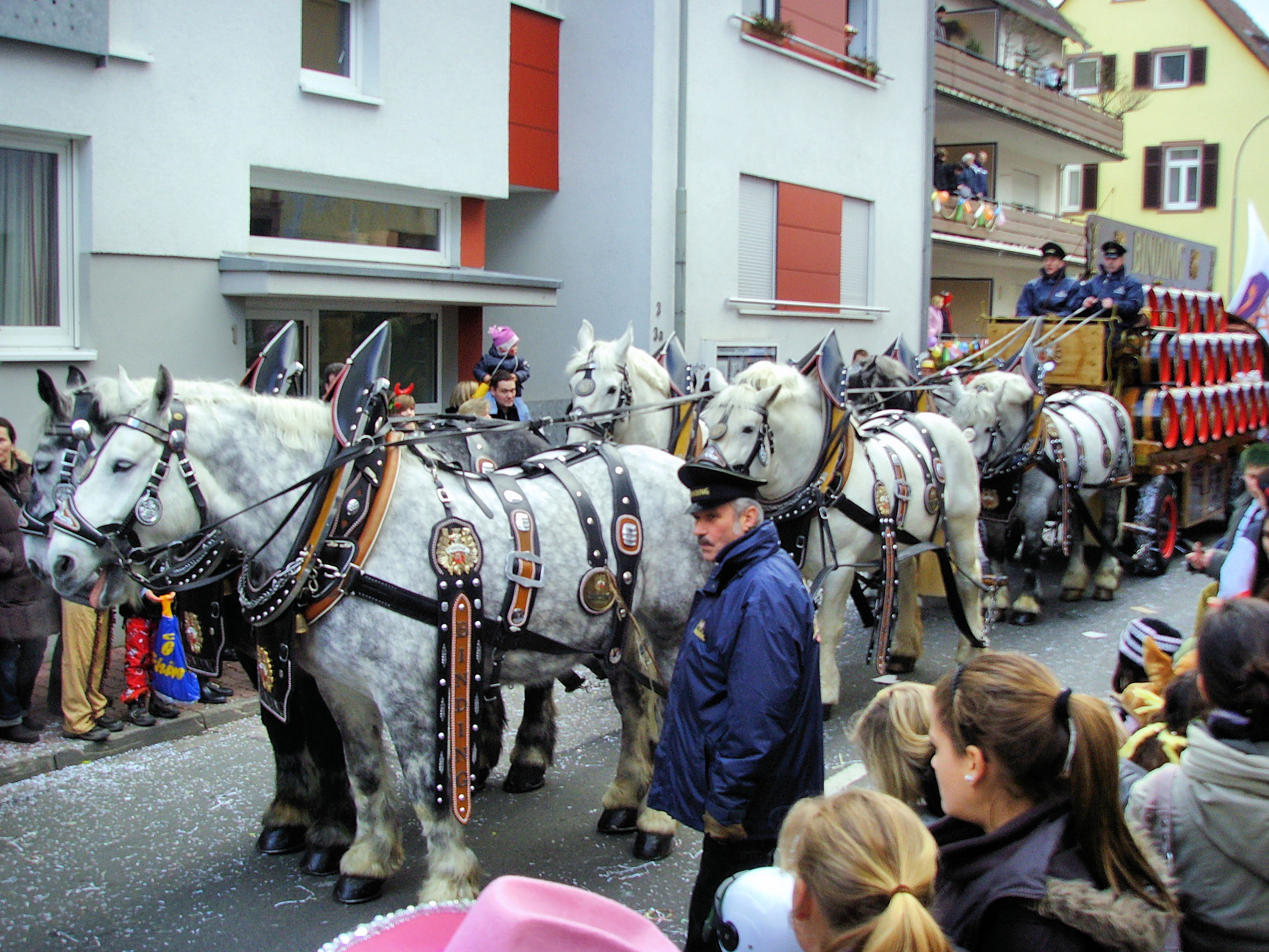
Fastnachtszug 2009: Brauereizug
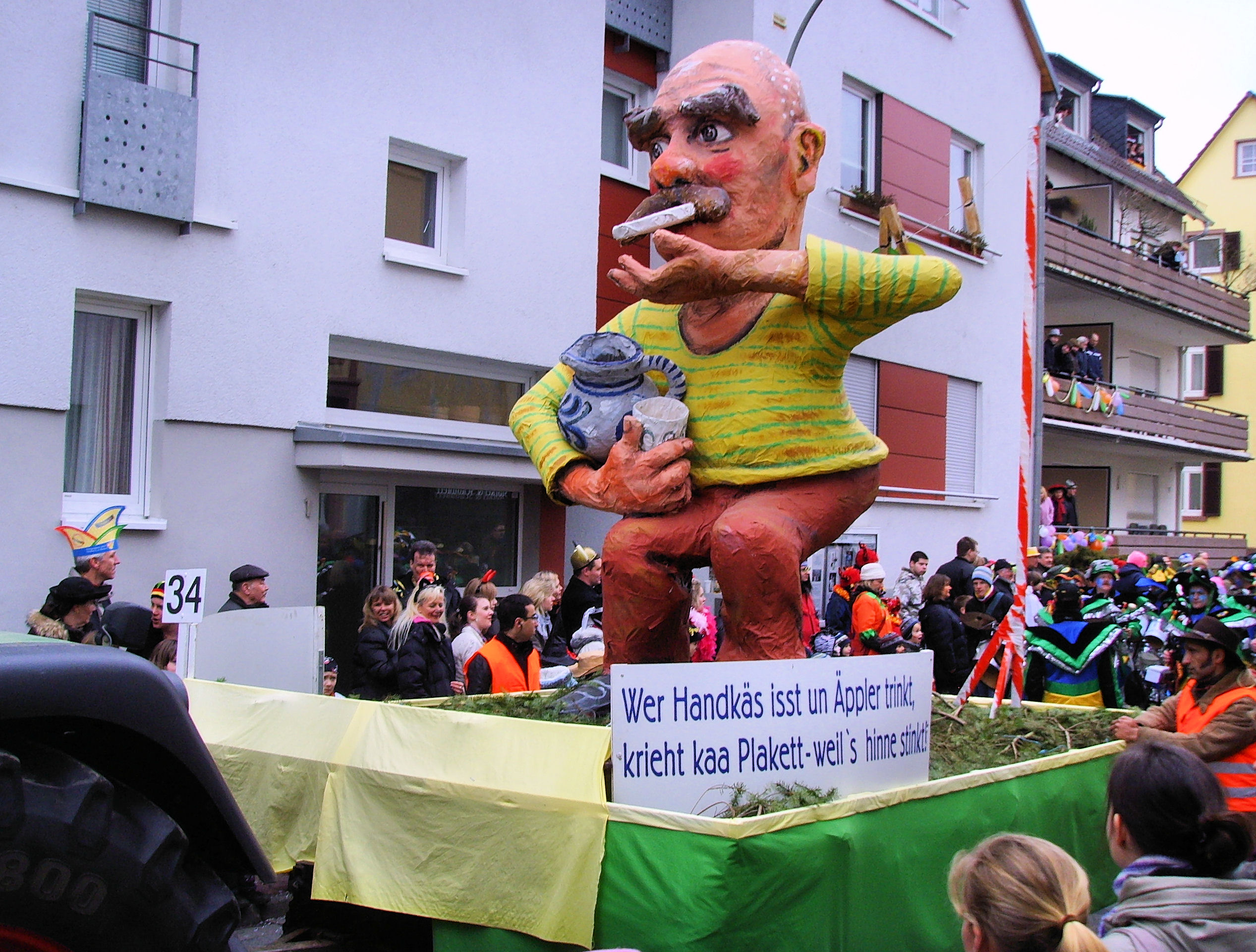
Fastnachtszug 2009: Motivwagen zur Umweltzone